# Caritas (piramisjáték)

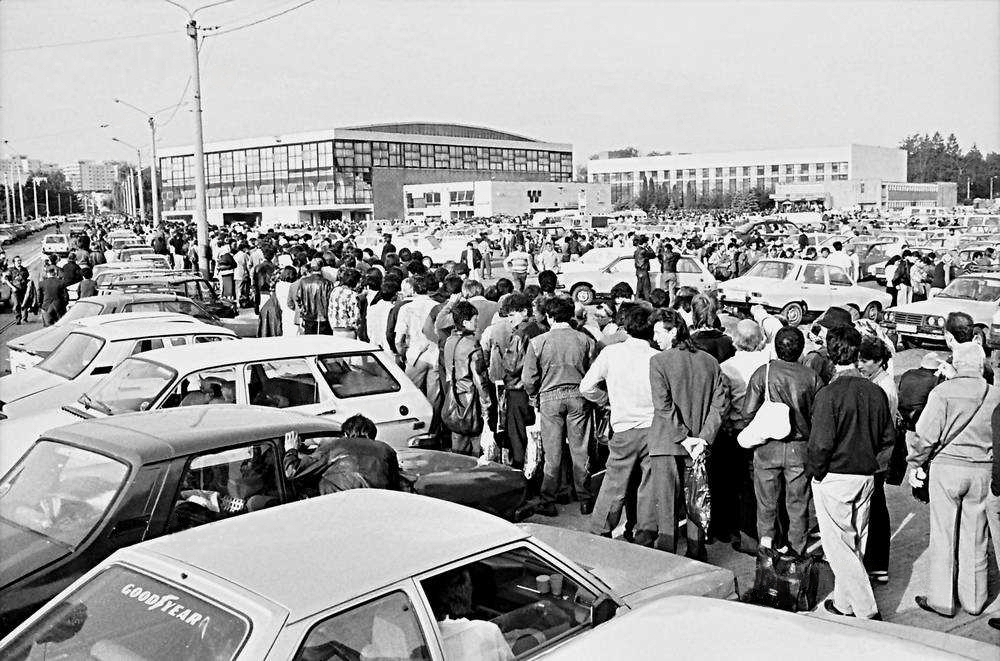
A befizetők sorban állnak

A romániai Caritas egy Ponzi-rendszer szerint működő korlátolt felelősségű társaság volt. Az 1992-ben alapított játék egyszerű szabállyal rendelkezett: a befektető adott összeget fizetett be, három hónap múlva pedig annak nyolcszorosát kapta vissza, sorsolás vagy bármilyen egyéb feltétel nélkül. A Caritas 1994-ben omlott össze. Egyes elemzők szerint az volt a célja, hogy Gheorghe Funar és a PUNR politikai tőkét kovácsoljon belőle, mások szerint az, hogy az átlagemberek pénzét kicsalják, és a PUNR tagjaihoz juttassák.

## Története
A Caritast Ioan Stoica brassói könyvelő alapította 1992 áprilisában. Stoica azt ígérte, hogy minden befektetője három hónap elteltével nyolcszoros összeget kap vissza; állítása szerint az volt a célja, hogy segítsen az elszegényedett románságnak megtalálni az utat a kapitalizmusba. A társaság székhelye kezdetben Brassóban volt, majd két hónap múlva átköltözött Kolozsvárra. Kezdetben csak a kolozsvári lakosok helyezhettek el pénzt, 2000 és 10 000 lej (10–50 dollár) közötti összegeket. 1993 nyarától minden romániai állampolgár játszhatott, a betét összege legkevesebb 20 000, legtöbb 160 000 lej lehetett.
A szegénységben sínylődő nép a Caritasban látta a megváltást: becslések szerint a játékosok száma 2 és 8 millió között volt, és 1993-ban a társaság az ország pénzállományának harmadát birtokolta. A séma fenntarthatatlanságára már 1993 őszén is felhívták a figyelmet, de az akkori román törvények nem tiltották a játékot, a hatóságok pedig a népharagtól tartva nem tettek semmilyen lépést ellene. Mi több, egész propagandagépezet alakult ki a Caritas támogatására: közéleti személyiségek és szervezetek szólaltak fel mellette, népszerűsítő könyvek és tévéadások készültek róla, Stoicát a nemzet Messiásaként állították be. Részben ezen furcsaság miatt sokan úgy tartják, hogy az átverés célja az volt, hogy a Caritast nyíltan támogató, főleg volt Securitate-tagokból álló PUNR meggazdagodjon, és/vagy ezzel párhuzamosan népszerűségre tegyen szert.
1994 májusában Stoica bejelentette a Caritas bezárását, azt ígérve, hogy mindenkinek visszafizeti a befektetett pénzt, de ez az ígéret hamisnak bizonyult; a 260 000 kárvallott mai árfolyamon több tízmillió dollárt veszített. 1994 augusztusában a társaság csődbe ment. Stoicát csalás vádjával letartóztatták és hét év börtönre ítélték, de 1996 júniusában kiengedték. 2019-es haláláig nagy nyomorban, a nyilvánosságtól elzárkózva tengődött.
A Caritas története nem egyedülálló a rendszerváltás utáni Romániában. Az 1990-es évek második felében a Fondul Național de Investiții (FNI) piramisjáték több, mint 300 000 befektetőt károsított meg.